# كاراينداش
كاراينداش أحد أبرز حكام سلالة الكيشيين وحكم في نهاية القرن الخامس عشر قبل الميلاد. نقش على لوح يشرح تفاصيل أعمال البناء يدعوه «الملك الجبار، ملك بابل، ملك سومر وأكاد، ملك الكيشيون، ملك كاردونياش،»   نقش ka - ru -du-ni- ia - aš ، على الأرجح تسمية اللغة الكيشية لمملكتهم وأقرب شهادة موجودة لهذا الاسم.

## معبد إنانا
يزدان معبد الإلهة إنانا في أوروك بـالنقوش السومرية التي تذكر اسم كاريينداش، وهي كتابة مكونة من 11 سطرًا   منقوشة في طوب من المعبد. وبحسب النقش فإن كاراينداش رعى بناء واجهة المعبد المذهلة. بلغت واجهة البناء 205 سم ارتفاعًا وتم بناؤه من حوالي خمسمائة حجر طوب مخبوز يتخللها رسوم تصور آلهة، من الذكور والإناث ممسكين بأباريق ماء. يرتدي الذكور الملتحين قبعات مسطحة ذات قرون. تحيط بالآلهة خطين مزدوجين من المياه. بصرف النظر عن الكتابة التكريسية البسيطة، لا توجد نصوص مهمة تزين الواجهات.
كان معبد إنانا في الأصل يقع في ساحة إينا، أو «بيت الجنة»، في منطقة أوروك  وظل قائماً حتى العصر السلوقي. كان عبارة عن مبنى مستطيل الشكل به سيلا محاطة بممرات وجدار خارجي مزخرف بشكل متقن مع أسوار ركنية.  كان في قدس أقداس المعبد الداخلي صنم في قعر الصالة، بدلاً من موضع الأصنام المعتاد في منتصف جدار طويل.
تم التنقيب عن المعبد بين سنتي 1928/29 من قبل فريق بقيادة يوليوس جوردان تحت رعاية Deutsche Orient Gesellschaft و Deutsche Not-Gemeinschaft. تم إعادة تجميع جزء من الجدار الخارجي ونقله إلى جناح Vorderasiatisches في متحف بيرغامون في برلين. كانت أجزاء من الواجهة موجودة في متحف العراق ببغداد، لكنها سُرقت أثناء نهب المتحف بعد الاحتلال الأمريكي لبغداد خلال حرب الخليج الثانية واختفت منذ ذلك الحين.

## علاقاته الدبلوماسية
أبرم معاهدة حدودية مع آشور بيل نشيشو من آشور (1407-1399 ؛ تسلسل زمني قصير)، «جنبًا إلى جنب مع قسم (ماميتو)» وفقًا للتاريخ المتزامن.
وفقًا ل Sassmannshausen،  من المحتمل جدًا أن يكون كاريينداش هو الملك البابلي الذي أرسل هدايا ثمينة، بما في ذلك اللازورد، إلى الفرعون تحتمس الثالث خلال حملته الثامنة على ميتاني، وفقًا لسجلات تحتمس الثالث. تم ذلك في السنة الثالثة والثلاثين من حكمه  أو حوالي 1447 قبل الميلاد وفقًا للتسلسل الزمني المنخفض لمصر القديمة، مما يشير إلى أن كاريينداش حكم فترة طويلة جدًا إذا كان هذا التسلسل الزمني يتزامن مع التسلسل الزمني القصير المستخدم للشرق الأدنى، ولكن هناك هي صعوبات كرونولوجية تحاول الربط بين تحتمس وكاريينداش.
يصفه بورنا-برياش الثاني، في مراسلات العمارنة مع الفرعون أخناتون، في اللوح EA 10،  بأنه أول من دخل في علاقات ودية مع مصر، «منذ زمن كارينيداش، وبما أن رسل أسلافك زاروا أسلافي بانتظام، وحتى الوقت الحاضر كانوا (أسلاف البلدين) أصدقاء حميمين». حوليات تحتمس ، المنقوشة على الجدران الداخلية للممر الذي يحيط بالجرانيت المقدس لأقداس معبد آمون الكبير في الكرنك، تسجل جزية بابل، وتشمل رأس كبش اللازورد ضمن قائمة الجرد.

## مصادر أخرى

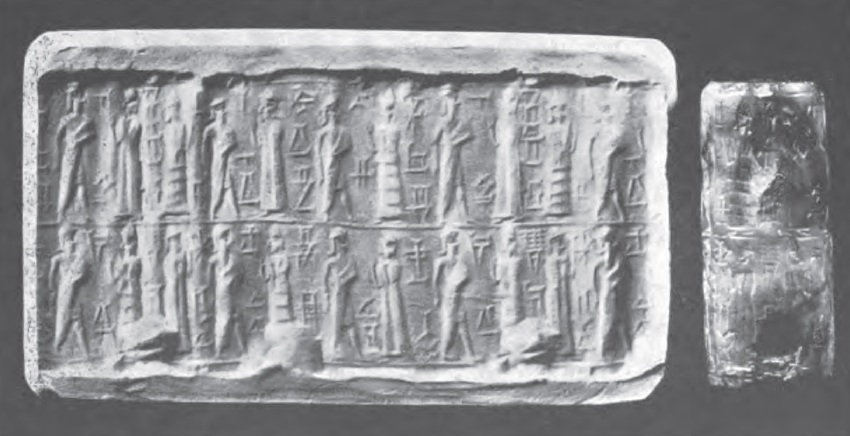
خاتم إزكور مردوخ (متحف الجامعة ، فيلادلفيا).